# Viivi Lehikoinen
Viivi Katariina Lehikoinen (* 27. August 1999 in Helsinki) ist eine finnische Leichtathletin, die sich auf den 400-Meter-Hürdenlauf spezialisiert hat und über diese Distanz aktuell Inhaberin des Landesrekordes ist.

## Sportliche Laufbahn
2015 nahm Viivi Lehikoinen erstmals an einem internationalen Großereignis, dem Europäischen Olympischen Jugendfestival in Tiflis teil und gewann dort die Goldmedaille im Hürdenlauf und belegte mit der finnischen 4-mal-100-Meter-Staffel den fünften Platz. Ein Jahr später gewann sie bei den erstmals ausgetragenen U18-Europameisterschaften ebendort erneut die Goldmedaille über 400 Meter Hürden. 2017 qualifizierte sie sich für die U20-Europameisterschaften in Grosseto, bei denen sie mit neuem nationalen Juniorinnenrekord die Bronzemedaille hinter der Slowenin Agata Zupin gewann. Zudem belegte sie mit der finnischen 4-mal-400-Meter-Staffel den siebten Platz. 2018 erfolgte die Teilnahme an den U20-Weltmeisterschaften in Tampere, bei denen sie im Hürdenlauf mit 57,70 s im Halbfinale ausschied und scheiterte mit der finnischen Stafette in 3:39,58 min in der Vorrunde. Im August nahm sie auch an den Europameisterschaften in Berlin teil und schied dort mit 58,43 s im Vorlauf aus. Im Jahr darauf erreichte sie bei den U23-Europameisterschaften in Gävle in 58,24 s den siebten Platz. 2021 belegte sie dann bei den U23-Europameisterschaften in Tallinn in 55,42 s den vierten Platz und nahm daraufhin an den Olympischen Spielen in Tokio teil, schied dort aber mit 55,67 s in der ersten Runde aus.
2022 siegte sie in 54,96 s bei AtletiCAGenève und anschließend in 55,33 s bei den Kuortane Games. Im Juli erreichte sie bei den Weltmeisterschaften in Eugene bis ins Halbfinale und schied dort mit 54,60 s aus und anschließend belegte sie bei den Europameisterschaften in München in 55,58 s den sechsten Platz. Im Jahr darauf schied sie bei den Halleneuropameisterschaften in Istanbul mit 53,61 s im Halbfinale über 400 Meter aus. Im Juni siegte sie in 54,40 s beim Meeting Iberoamericano und wurde bei der 1. Liga der Team-Europameisterschaft im Rahmen der Europaspiele in Chorzów in 55,19 s Vierte und gelangte mit der Mixed-Staffel mit 3:27,31 min auf Rang acht im B-Lauf. Im August schied sie bei den Weltmeisterschaften in Budapest mit 54,48 s im Halbfinale aus. 2024 schied sie bei den Europameisterschaften in Rom mit 54,92 s im Semifinale aus. Anschließend schied sie bei den Olympischen Sommerspielen in Paris mit 58,04 s in der Hoffnungsrunde aus.
2017 wurde Lehikoinen finnische Hallenmeisterin mit der 4-mal-200-Meter-Staffel ihres Vereins und 2023 siegte sie über 400 Meter. In den Jahren 2018 und 2020 sowie 2021 und 2023 siegte sie über 400 Meter Hürden.

## Persönliche Bestleistungen
- 400 Meter: 52,99 s, 28. August 2021 in Tampere
  - 400 Meter (Halle): 52,52 s, 11. Februar 2023 in Metz
- 300 m Hürden: 38,50 s, 31. Mai 2022 in Ostrava (finnischer Rekord)
- 400 m Hürden: 54,40 s, 6. Juni 2023 in Huelva (finnischer Rekord)